# Sperrgebiet (Namibië)

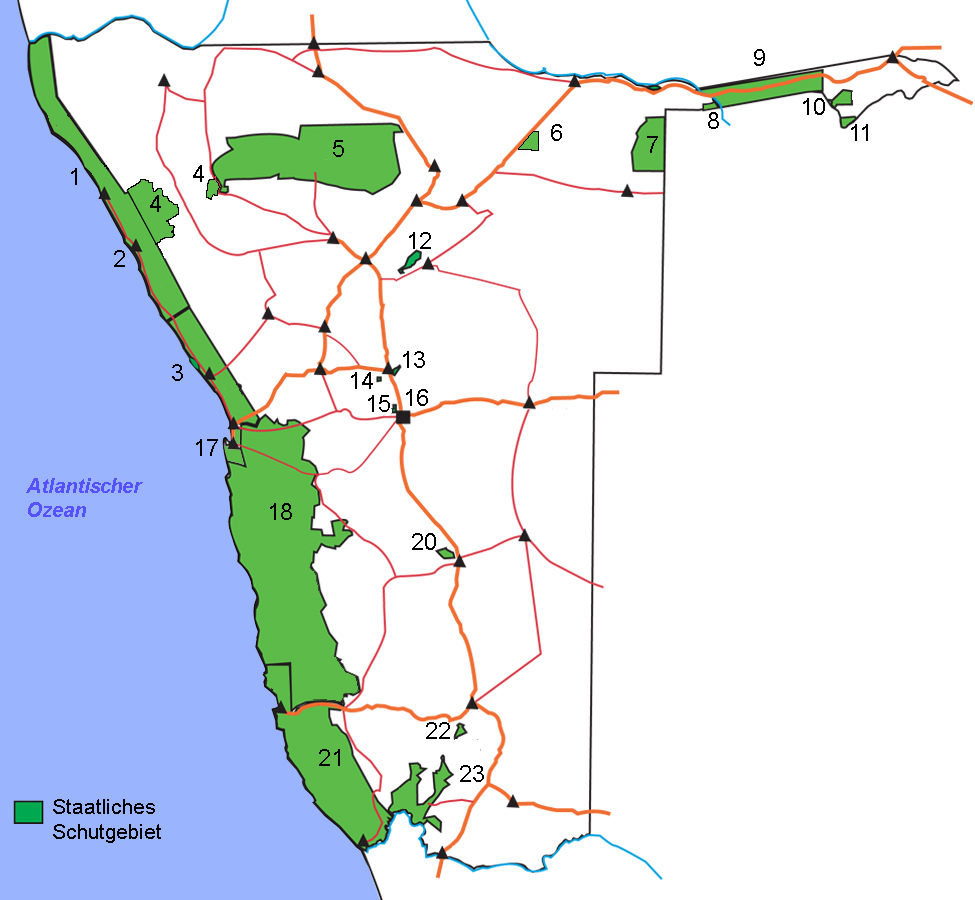
Kaart van de nationale parken in Namibië. Het Sperrgebiet is #21

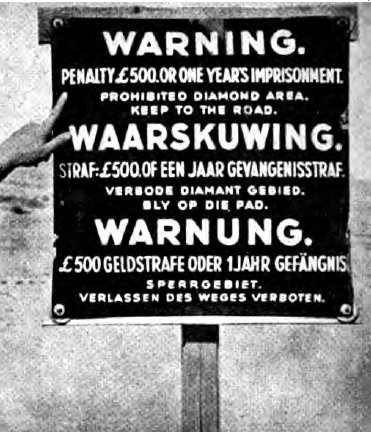
Bord in het sperrgebied met als opschrift:
Waarskuwing. Straf: ₤500. Of een jaar gevangenisstraf. Verbode diamant gebied. Bly op die pad.

Het Sperrgebiet (Duits voor "verboden gebied"; Afrikaans: Diamantgebied; Engels: Diamond Area) is een diamantenmijnbouwgebied in het zuidwesten van Namibië, in de Namibwoestijn. Het gebied strekt zich uit van de kust van de Atlantische Oceaan aan de grens met Zuid-Afrika tot ongeveer 45 mijl ten noorden van Lüderitz, een afstand van 320 kilometer. Het gebied strekt zich uit tot 100 kilometer landinwaarts en heeft een totale oppervlakte van 26.000 km², Daarmee beslaat het ongeveer 3% van het totale grondgebied van Namibië. Er vindt echter slechts in 5% van het gebied mijnbouw plaats. De rest van het gebied dient vooral als bufferzone. Het land is voor de meeste mensen verboden toegang, ondanks dat het sinds 2004 is uitgeroepen tot nationaal park. Het vormt het noordelijkste deel van de ecoregio van de Succulenten-Karoo.

## Geschiedenis
In 1908 ontdekte Zacharias Lewala, een spoorwegarbeider, de eerste diamant in de buurt van Kolmanskop bij Lüderitz. Het gerucht dat er vele diamanten gewoon voor het oprapen lagen in het woestijnzand, verspreidde zich snel en chaos brak uit. In september 1908 creëerde de Duitse overheid het Sperrgebiet in hun kolonie Duits-Zuidwest-Afrika. Binnen dit gebied gaf de overheid de Deutsche Diamantengesellschaft als enige mijnbouwrechten. In 1915, tijdens de Eerste Wereldoorlog, vielen Zuid-Afrikaanse troepen geleid door generaal Jan Smuts en Louis Botha, de Zuid-Afrikaanse premier, de kolonie binnen. De Duitsers werden verslagen en de Zuid-Afrikanen namen het gebied dat tegenwoordig bekendstaat als Namibië in, inclusief het Sperrgebiet. De eigenaar van de mijn, De Beers, had totale controle over het gebied tot de jaren negentig, toen de Namibische overheid 50% van het gebied opeiste. Zo ontstond een coöperatie genaamd de Namdeb Diamond Corporation.

## Natuur
Het Sperrgebiet heeft een grote diversiteit aan flora en fauna, met name doordat de afgelopen 100 jaar maar weinig mensen in het gebied zijn geweest. Van het landschap bestaat 40% uit woestijn, 30% uit grasland en is 28% rotsgrond. Het hoogste punt van het Sperrgebiet ligt op 1488 meter.
Er bevinden zich rond de 776 plantensoorten in het Sperrgebiet, waarvan 234 endemisch voor zuidwest Namibië. De Oranjerivier is de enige permanente waterbron in het gebied. Een studie heeft aangetoond dat klimaatverandering van invloed zal zijn op het plantenleven in het gebied, met name de Succulenten-Karoo. Drogere winters kunnen leiden tot uitsterven van veel planten, daar ze alleen in het Sperrgebiet voorkomen.
In het gebied komen dieren als de gemsbok, springbok en bruine hyena voor. Het gebied heeft een grotere biodiversiteit dan enig ander gebied in Namibië. Vogelsoorten die in het gebied voorkomen zijn de Afrikaanse zwarte scholekster, de alario-kanarie en de roodrugleeuwerik.

## Nationaal park en recente geschiedenis
Het Sperrgebiet werd in juni 2004 nationaal park. De Beers beheert het gebied nog steeds, maar zal de controle grotendeels overdragen aan het Namibische ministerie voor Milieu en Toerisme zodra voor het park een managementplan is opgesteld. In april 2008 werd in het Sperrgebiet een 500 jaar oud scheepswrak met Portugese en Spaanse munten, bronzen kanonnen, koper en ivoor gevonden. Volgens de Namibische wet behoort alles wat aan boord is gevonden toe aan de overheid.
Ten noorden van het nationaal park ligt een ander nationaal park: Namib-Naukluft National Park.

## Paleontologie
In het Sperrgebiet zijn op verschillende locaties fossielen gevonden uit het Kenozoïcum. In de Ystervark-formatie zijn resten van zoogdieren, vogels, reptielen en  kikkers uit het Midden-Eoceen gevonden. Uit het Mioceen zijn in het Sperrgebiet diverse fossielen van zoogdieren gevonden. Bij Arrisdrift en Auchas in de regio van de Oranjerivier zijn fossielen van circa 17 miljoen jaar oud gevonden van slurfdieren, klipdassen, springspitsmuizen, tenreks, aardvarkens, hyaenodonten, beerhonden, marterachtigen, civetkatten, katachtigen, vleermuizen, egels, neushoorns, zwijnen, dwergherten, giraffe-achtigen, antilopen, hazen, eekhoorns, springhazen, molratten, grote loopvogels, roofvogels, fazantachtigen, krokodillen, hagedissen waaronder varanen, pythons, adders, cobra's, gladde slangen en landschildpadden.

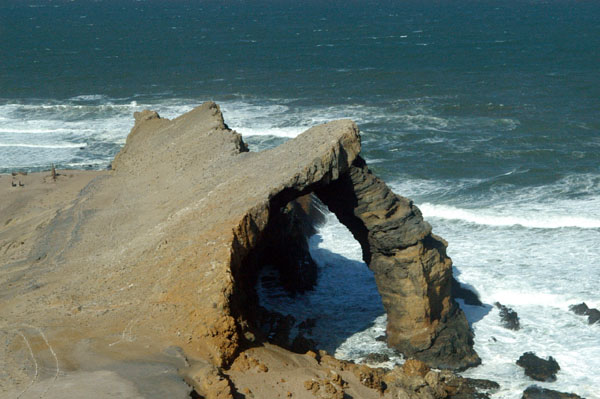
Bogenfels-rots